# You're Next (film 2011)
You're Next è un film del 2011 diretto da Adam Wingard.

## Trama
Una ragazza viene uccisa da un uomo con indosso una maschera. Poco dopo, il partner esce dal bagno e nota la frase "YOU'RE NEXT" ("Tu sei il prossimo") impressa con il sangue sul vetro della portafinestra. Anche lui viene brutalmente assassinato con un machete.
Aubrey e Paul Davison, ricca coppia sposata da 35 anni, decidono di invitare i figli e i rispettivi partner alla cena per festeggiare il proprio anniversario nella loro lussuosa villa fuori città. La coppia ha quattro figli: Drake, che si presenta con la fidanzata Kelly; Crispian, accompagnato dalla sua ragazza Erin; Aimee, arrivata col fidanzato Tariq; e Felix, fidanzato con Zee. Durante la cena, i litigi familiari prendono il sopravvento fino a quando, dalla finestra, qualcuno all'esterno dell'abitazione scocca diverse frecce con una balestra.
Il primo a morire è Tariq, colpito da una freccia sul cranio, mentre Drake è ferito a una spalla. Aimee decide di correre fuori per chiamare i soccorsi, ma muore appena fuori dalla porta, sotto una trappola. La madre Aubrey, in stato di shock, viene uccisa in camera da letto da un uomo mascherato. Alla vista della madre assassinata, Crispian non ce la fa più e fugge dalla casa con la promessa di tornare con dei rinforzi. Kelly rimane nella stanza con il cadavere di Aubrey e viene aggredita da uno degli assassini mascherati, nascosto sotto il letto: la donna fugge dalla villa raggiungendo quella del vicino, per chiedergli aiuto, ma si rivela essere la casa dei coniugi assassinati all'inizio del film, ove viene freddata e "riportata" nella villa. Erin rimane in casa con Zee, Felix, Drake e il padre Paul, che decide di raggiungere la camera da letto ove giace la moglie, per capire come fossero riusciti ad entrare gli assassini. Intanto, al piano di sotto, Erin riesce a pugnalare ad una mano un assalitore e successivamente a ucciderne un altro quando questi fanno irruzione.
Felix e Zee vanno a cercare il padre Paul, che viene ucciso da uno dei killer. Inaspettatamente la coppia non fugge davanti all'aggressore, svelando di essere in combutta con gli assassini. Uno degli assassini scopre Erin e Drake, ma la ragazza riesce a ferirlo e a metterlo in fuga. Felix finge di aiutare i sopravvissuti ed insieme decidono di andare a cercare qualche arma in cantina, mentre Erin resta nell'ingresso a costruire trappole, scampando fortunosamente ad un attacco di Zee. Drake viene pugnalato da Felix, che si ricongiunge con Zee e ai due assassini rimasti, svelando di aver organizzato l'agguato per rimanere l'unico erede del consistente patrimonio familiare.
Erin, che nel frattempo è riuscita a contattare i soccorsi, origlia la confessione di Felix, ed uccide uno degli assassini. Riesce infine a uccidere abilmente anche l'ultimo killer e, rimasta sola in cucina con Felix e Zee, uccide il ragazzo con un frullatore e la ragazza con un coltello.
Dal cellulare di Felix, Crispian si rivela essere anch'egli complice degli stragisti, rimasto fuori in attesa della fine del massacro. L'uomo raggiunge la casa attraverso una finestra rotta, ove trova Erin ed, intuendo l'esito del massacro, cerca di convincerla a non denunciarlo, promettendole anche una parte dell'eredità, ma venendo per tutta risposta ucciso senza pietà.
Erin viene però colpita alla schiena subito dopo da un proiettile esploso da un poliziotto che aveva ricevuto la telefonata di emergenza, e che aveva sbirciato la scena da una finestra. Il poliziotto va a chiamare i rinforzi presso la sua automobile, dopodiché fa irruzione nella casa; Erin, che è ferita e si trascina sul pavimento, cerca di fermarlo, ma invano col tutore della legge che rimane ucciso da una micidiale trappola preparata da lei stessa.

## Produzione
Il film è stato girato in una villa del Missouri nel 2011 e le riprese sono durate per più di un mese. Le riprese sono state effettuate di notte tra le 7 di sera e le 7 di mattina per oltre quattro settimane.

## Colonna sonora
La canzone riprodotta dal lettore CD in diverse scene è Looking for the Magic della Dwight Twilley Band (1977). La cover nei titoli di coda è la versione di Mind the Gap.

## Distribuzione

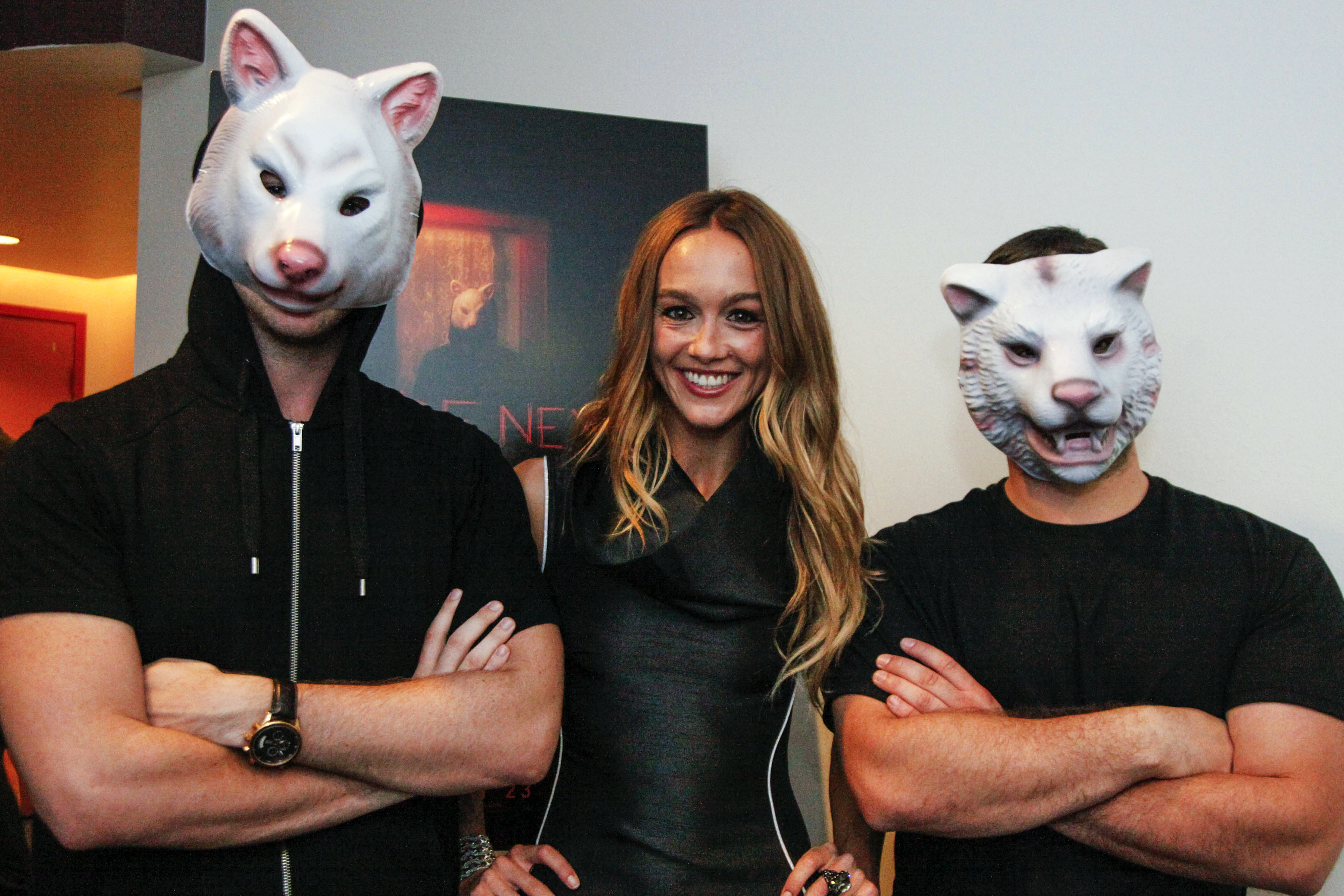
Sharni Vinson durante la promozione del film al Miami Film Festival

Il film è stato proiettato in anteprima al Toronto International Film Festival del 2011. Ma a causa di diversi ritardi e non essendo ancora completato, l'uscita è stata posticipata al 23 agosto 2013. In Italia il film è stato distribuito dalla Eagle Pictures il 19 settembre dello stesso anno.

### Divieti
Negli USA il film è stato vietato ai minori di 17 anni non accompagnati da un adulto (Rating R). In Italia invece il film era stato inizialmente vietato ai minori di 18 anni, divieto poi abbassato ai minori di 14 anni prima di venire distribuito in sala.

## Accoglienza
Il film è stato apprezzato dalla critica e dagli spettatori, tanto da guadagnarsi il 75% su Rotten Tomatoes e diverse critiche positive per aver avuto un tocco di originalità nello "slasher" e nel sottogenere horror "home invasion". In America ha incassato oltre 25 milioni di dollari, ben oltre il suo budget.

## Riconoscimenti
- Festival internazionale del film fantastico di Gérardmer 2013: Premio della giuria sci-fi